# Tarek El-Sayed
Tarek El-Sayed (Cairo, 9 de outubro de 1978) é um futebolista profissional egípcio que atua como meia.

## Carreira
Tarek El-Sayed representou o elenco da Seleção Egípcia de Futebol no Campeonato Africano das Nações de 2008.

## Títulos
Seleção Egípcia
- Campeonato Africano das Nações: 2006 e 2008.